# 47
| Calendário gregoriano                                                        | 47 XLVII        |
| Ab urbe condita                                                              | 800             |
| Calendário arménio                                                           | -505 – -504     |
| Calendário bahá'í                                                            | -1797 – -1796   |
| Calendário budista                                                           | 591             |
| Calendário chinês                                                            | 2743 – 2744     |
| Calendário copta                                                             | -237 – -236     |
| Calendário etíope                                                            | 39 – 40         |
| Calendários hindus - Vikram Samvat - Calendário nacional indiano - Cáli Iuga | 102 – 103 N/A   |
| Calendário Holoceno                                                          | 10047           |
| Calendário islâmico                                                          | 593 BH – 592 BH |
| Calendário judaico                                                           | 3807 – 3808     |
| Calendário persa                                                             | 575 BP – 574 BP |
| Calendário rúnico                                                            | 297             |
| Calendário solar tailandês                                                   | 590             |

47 foi um ano comum do século I que durou 365 dias. De acordo com o Calendário Juliano, o ano teve início a um domingo e terminou também a um domingo. a sua letra dominical foi A.
| Ano completo                    |
| ------------------------------- |
| Ano comum com início ao domingo |